# The Wearing of the Green

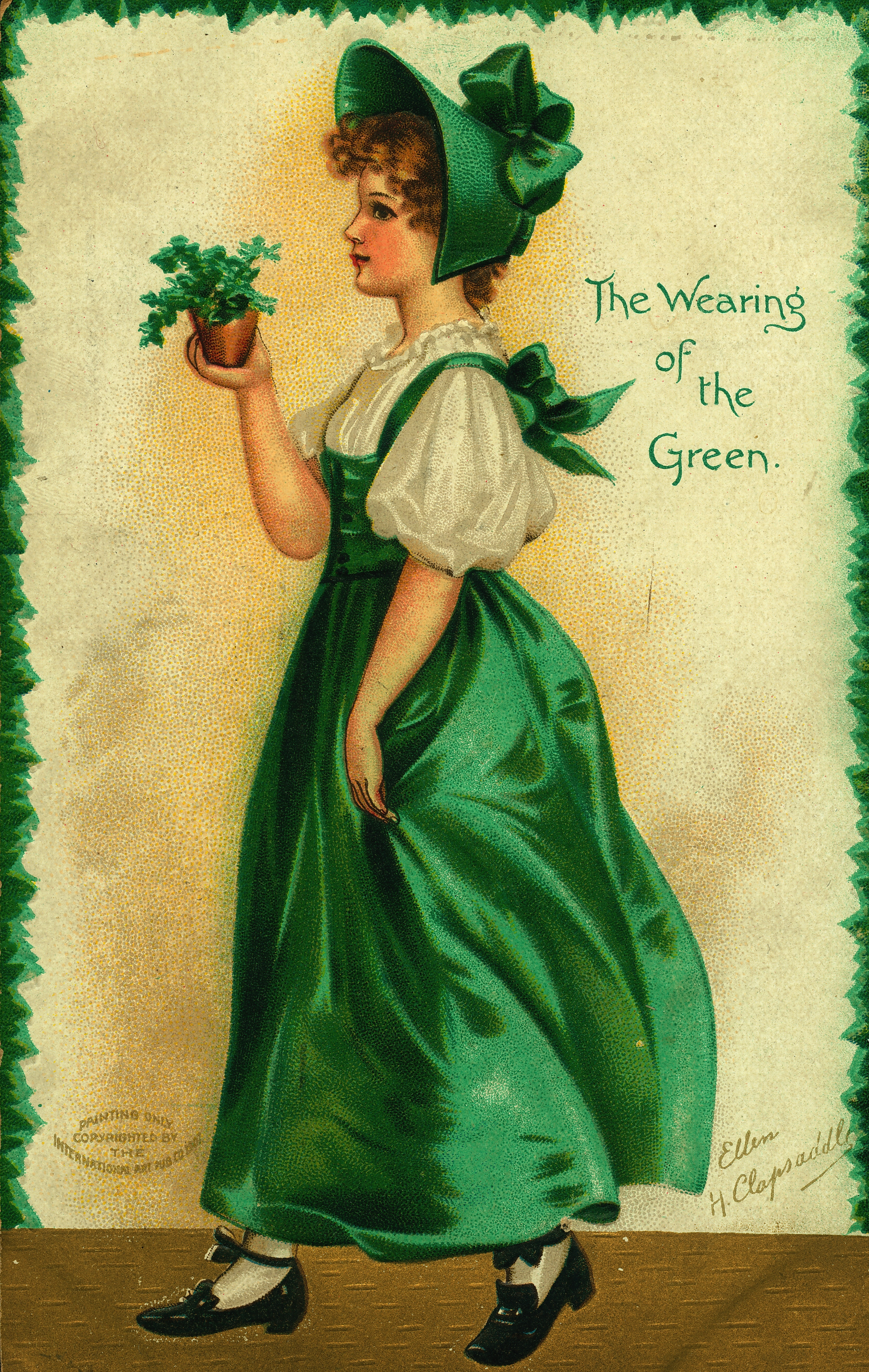
Una mujer llevando el verde

"The Wearing of the Green" es una balada irlandesa que lamenta la represión de los partidarios de la rebelión irlandesa de 1798. Tiene un aire irlandés antiguo y existen muchas versiones de la letra, siendo la más conocida la de Dion Boucicault.  La canción expresa que "están ahorcando a hombres y mujeres por vestir de verde".
La revolucionaria Sociedad de Irlandeses Unidos adoptó el verde como color y sus partidarios vestían prendas, cintas o escarapelas de color verde. En algunas versiones, se usa un trébol en vez de usar tela verde. 

## Versiones
Existen muchas versiones de la letra.  El formato general es que el narrador es un rebelde que ha abandonado Irlanda para exiliarse y se encuentra con una figura pública (Napper Tandy, en la mayoría de las versiones), quien le pide noticias sobe Irlanda, y el narrador le dice que los que visten de verde están siendo buscados.
La obra Irish Minstrelsy (1888) de Halliday Sparling incluye la obra anónima "Green upon the Cape", fechada en 1798.  Este poema más largo describe el viaje del narrador al exilio antes de llegar a los elementos comunes de las versiones posteriores.  El narrador es un croppy (que significa afiliado a la Sociedad de Irlandeses Unidos) de Belfast que llega a París y es interrogado por "Boney" (Napoleón Bonaparte). 
En una versión de 1802 publicada en Dundalk titulada "Green on my Cape", es Robert Emmet quien conoce al narrador en Brest.  En las versiones de los años 1840 y 1850 presentan a Napoleón.  
La versión más conocida es la de Dion Boucicault, adaptada para su obra de 1864 ``Arragh na Pogue´´, o ``the Wicklow Wedding´´, ambientada en el condado de Wicklow durante la rebelión de 1798.   En el segundo verso, la versión de Boucicault relata un encuentro entre el cantante y Napper Tandy, un líder rebelde irlandés exiliado en Francia. Boucicault afirmó haber basado su versión en una balada callejera de Dublín.   Su adición del tercer y último verso contrasta notablemente con el verso del medio al abogar por la emigración a América en lugar de permanecer en lucha. El propio Boucicault huyó a Nueva York después de dejar a su esposa por una joven actriz.
Henry Grattan Curran, hijo de John Philpot Curran, escribió una versión propia  y afirmó que la original fue escrita en el condado de Tipperary .  La versión de Wellington Guernsey se publicó en 1866.
En la película de Hopalong Cassidy de 1937, Al norte del Río Grande, el personaje irlandés del actor Walter Long, Bull O'Hara, lidera el canto de otra versión de la canción. La letra de esta versión es alegre y celebra la belleza de Irlanda.

## Fuente musical
La melodía de "The Wearing of the Green" se publicó por primera vez en The Citizen, o Dublin Monthly Magazine, vol. III, enero-junio de 1841.  La primera variante melódica apareció cuatro años más tarde bajo el título "Up! For the Green" en The Spirit of the Nation de James Duffy (Dublín, 1845), pág. 216.  Existen otras versiones melódicas en The Minstrelsy of Ireland, de Alfred Moffat (Londres, 1897; pág. 56) y O'Neill's Music of Ireland de Francis O'Neill (Chicago, 1903; pág. 81, melodía número 467).

## En la cultura popular
Gerald O'Hara canta esta melodía mientras acompaña a sus hijas a la barbacoa en Twelve Oaks en el capítulo 5 de Lo que el viento se llevó de Margaret Mitchell. El extraño conocido como "Namgay Dooly" canta algo parecido a la canción en el cuento homónimo, "Namgay Doolyat", parte de ``La desventaja de la vida´´ de Rudyard Kipling . 

## Grabaciones
Entre los artistas y grupos que grabaron la canción se incluyen John McCormack (1904, nuevamente en 1912), Judy Garland (1940), Patrick O'Malley (1961), The Kelly Family (1979), The Wolfe Tones (1985), Orthodox Celts (1997) y Irish Moutarde 

## Alusiones
El compositor irlandés Wellington Guernsey (1817-1885) hizo una nueva versión para voz y piano en 1866. De manera similar, Charles Villiers Stanford (1852-1924) escribió en 1900 un arreglo de la melodía con nuevas palabras de Alfred Perceval Graves .
Varios compositores del siglo XIX escribieron arreglos para piano de la melodía,  incluidos Thomas Brown (1866), William Henry Goodban (1866), Fred Beyer (1875) y Willie Pape (1875).
El compositor franco-irlandés Joseph O'Kelly (1828-1885) utilizó la melodía de "The Wearing of the Green" en su Air irlandais op. 58 (1877) para piano, que consiste en una exposición de la melodía en arreglo para piano, seguida de dos variaciones. 
Otras canciones que hacen referencia a "The Wearing of the Green" incluyen "Monto", popularizada por The Dubliners; y "Each Dollar A Bullet", de Stiff Little Fingers . Otra balada de 1798 también titulada "The Wearing of the Green" hace referencia a la canción más famosa en su estribillo: "Sus fieles hijos siempre cantarán The Wearing of the Green". 
Las canciones cantadas con la misma melodía incluyen " The Rising of the Moon ", cuyo tema es el mismo de 1798; " The Orange and the Green ", sobre un matrimonio mixto (protestante-católico); "Sae Will We Yet" del grupo folk escocés The Corries, "The Wearing of the Grey", un lamento por el Ejército de los Estados Confederados, se publicó con la misma melodía en 1865, al final de la guerra civil estadounidense y otra canción de la Guerra Civil, “ The Army of the Free ”, fue publicada en una época similar con la misma melodía. 

## Letra
| «Letra en inglés» Oh! Paddy, dear, and did you hear The news that's goin' round, The shamrock is by law forbid To grow on Irish ground. Saint Patrick's Day no more we'll keep His colours can't be seen For they're hanging men and women For the wearing of the green. I met with Napper Tandy And he took me by the hand He said "How's dear old Ireland? And how does she stand?" She's the most distressful country That you have ever seen, For they're hanging men and women there For the wearing of the green. For the wearing of the green They're hanging men and women For the wearing of the green. Then since the color we must wear Is England's cruel red Sure Ireland's sons will n'er forget The blood that they have shed. You may take the shamrock from your hat And cast it on the sod, But 'twill take root and flourish still Tho' underfoot 'tis trod. My father loved his country And sleeps within its breast While I that would have died for her Must never soul be blessed Those tears my mother shed for me How bitter they had been If I had proved the traitor to The wearing of the green For the wearing of the green They're hanging men and women For the wearing of the green. But if at last our color should Be torn from Ireland's heart, Her sons with shame and sorrow From the dear old isle will part. I've heard a whisper of a land That lies beyond the sea, Where rich and poor stand equal In the light of freedom's day. Oh, Ireland! Must we leave you, Driven by a tyrant's hand? And seek a mother's blessing From a strange and distant land? Where the cruel cross of England Shall never more be seen And in that land we'll live and die Still wearing Ireland's green. For the wearing of the green They're hanging men and women For the wearing of the green. For the wearing of the green They're hanging men and women For the wearing of the green. | «Letra en español» ¡Oh, querido Paddy! ¿Has oído la noticia que corre por ahí, que el trébol está prohibido por ley crecer en suelo irlandés. No tendremos más el día de San Patricio Sus colores no se pueden ver Porque están ahorcando a hombres y mujeres por vestir de verde. Me encontré con Napper Tandy y me tomó de la mano dijo: "¿Cómo está la querida y vieja Irlanda? ¿Y cómo se encuentra ella?" Es el país más angustioso que jamás hayas visto, porque están ahorcando a hombres y mujeres allí por vestir de verde. Por vestir de verde Están ahorcando a hombres y mujeres por vestir de verde. Entonces, el color que debemos vestir es el rojo cruel de Inglaterra, seguro que los hijos de Irlanda nunca olvidarán la sangre que han derramado. Puedes sacar el trébol de su sombrero y arrojarlo al césped, pero echará raíces y florecerá aún aunque lo pisen. Mi padre amó a su país y duerme en su pecho mientras que yo, que hubiera muerto por el, nunca debe ser bendecida ninguna alma esas lágrimas que mi madre derramó por mí cuán amargas hubieran sido si hubiera demostrado ser el traidor a el vestir de verde por vestir de verde ahorcan a hombres y mujeres por vestir de verde. Pero si al final nuestro color fuera arrancado del corazón de Irlanda, sus hijos con vergüenza y dolor de la querida y vieja isla se separarán. He oído un susurro de una tierra que se encuentra más allá del mar, donde ricos y pobres son iguales a la luz del día de la libertad. ¡Oh, Irlanda! ¿Debemos abandonarte, conducida por la mano de un tirano? ¿Y buscar la bendición de una madre De una tierra extraña y lejana? Donde la cruel cruz de Inglaterra Nunca más será vista Y en esa tierra viviremos y moriremos Todavía vistiendo el verde de Irlanda. Por vestir el verde Están ahorcando a hombres y mujeres Por vestir el verde. Por vestir el verde Están ahorcando a hombres y mujeres Por vestir el verde. |